# Thymebatis patricia
Thymebatis patricia är en stekelart som först beskrevs av Alexander Henry Haliday 1836.  Thymebatis patricia ingår i släktet Thymebatis och familjen brokparasitsteklar. Inga underarter finns listade i Catalogue of Life.